# Katie Boyle

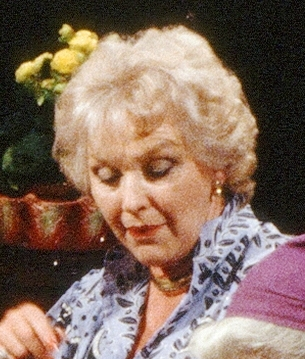
Katie Boyle (1988)

Katie Boyle (* 29. Mai 1926 als Caterina Irene Elena Maria Imperiali di Francavilla in Florenz, Toskana; † 20. März 2018) war eine italienisch-britische Schauspielerin und Fernsehmoderatorin.
In Italien geboren, kam sie 1946 ins Vereinigte Königreich, um als Model tätig zu sein. Sie wurde daneben auch als Schauspielerin tätig und hatte Nebenrollen in diversen britischen Spielfilmen der 1950er Jahre. Ab den 1960er Jahren wurde sie überwiegend als Fernsehmoderatorin aktiv und war auch im Rateteam der Sendung What’s My Line? (Was bin ich?). Sie moderierte 1960, 1963, 1968 und 1974 jeweils den Grand Prix Eurovision. Weiterhin moderierte sie verschiedene Musiksendungen.